# Sago

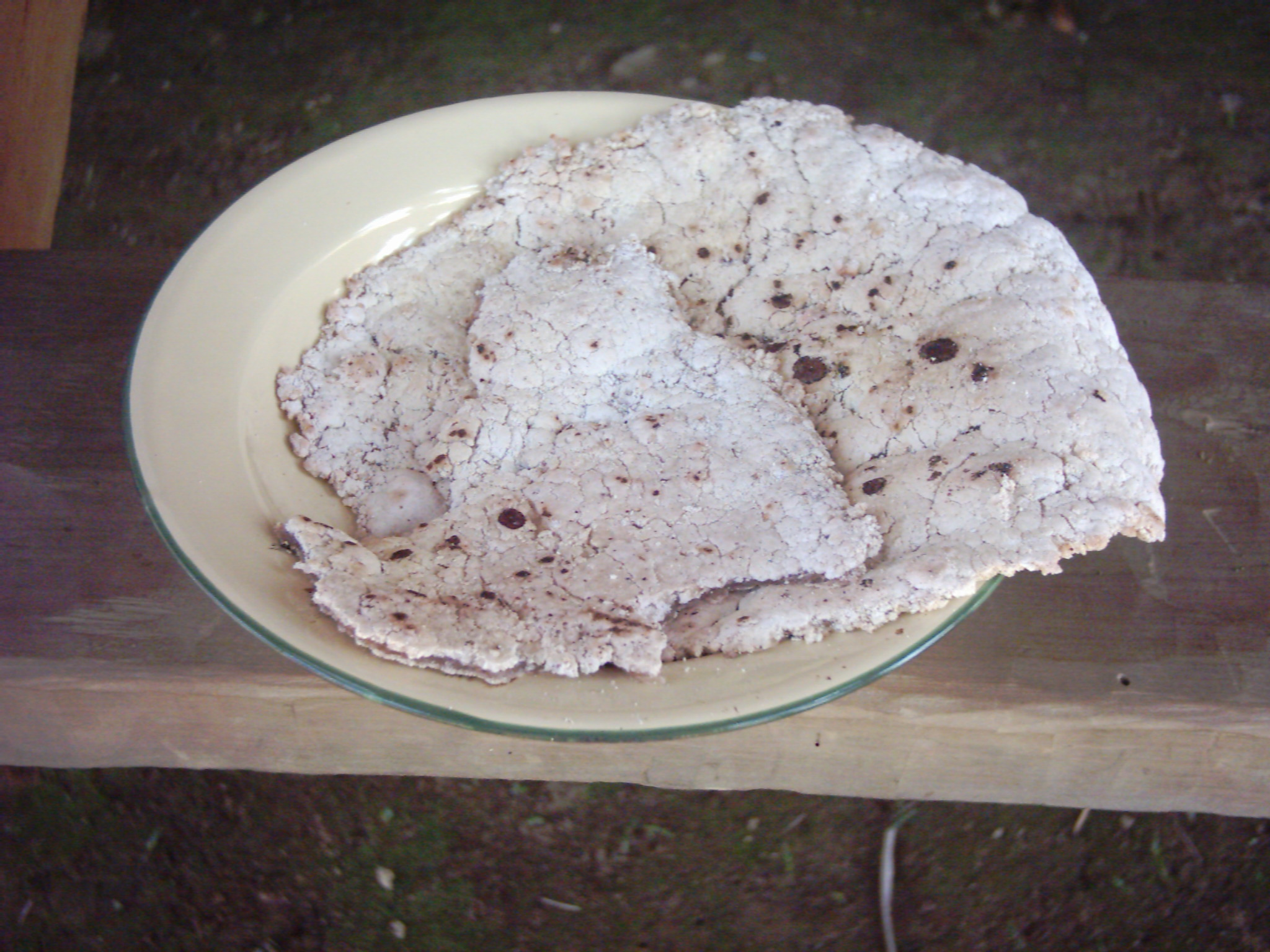
Pannkaka gjord av sago

Sagogryn eller Sago är en traditionell livsmedelsingrediens. Grynen består av stärkelse från palmmärg, potatis eller maniok, och används bland annat till redning av soppor.

## Sagopalmen

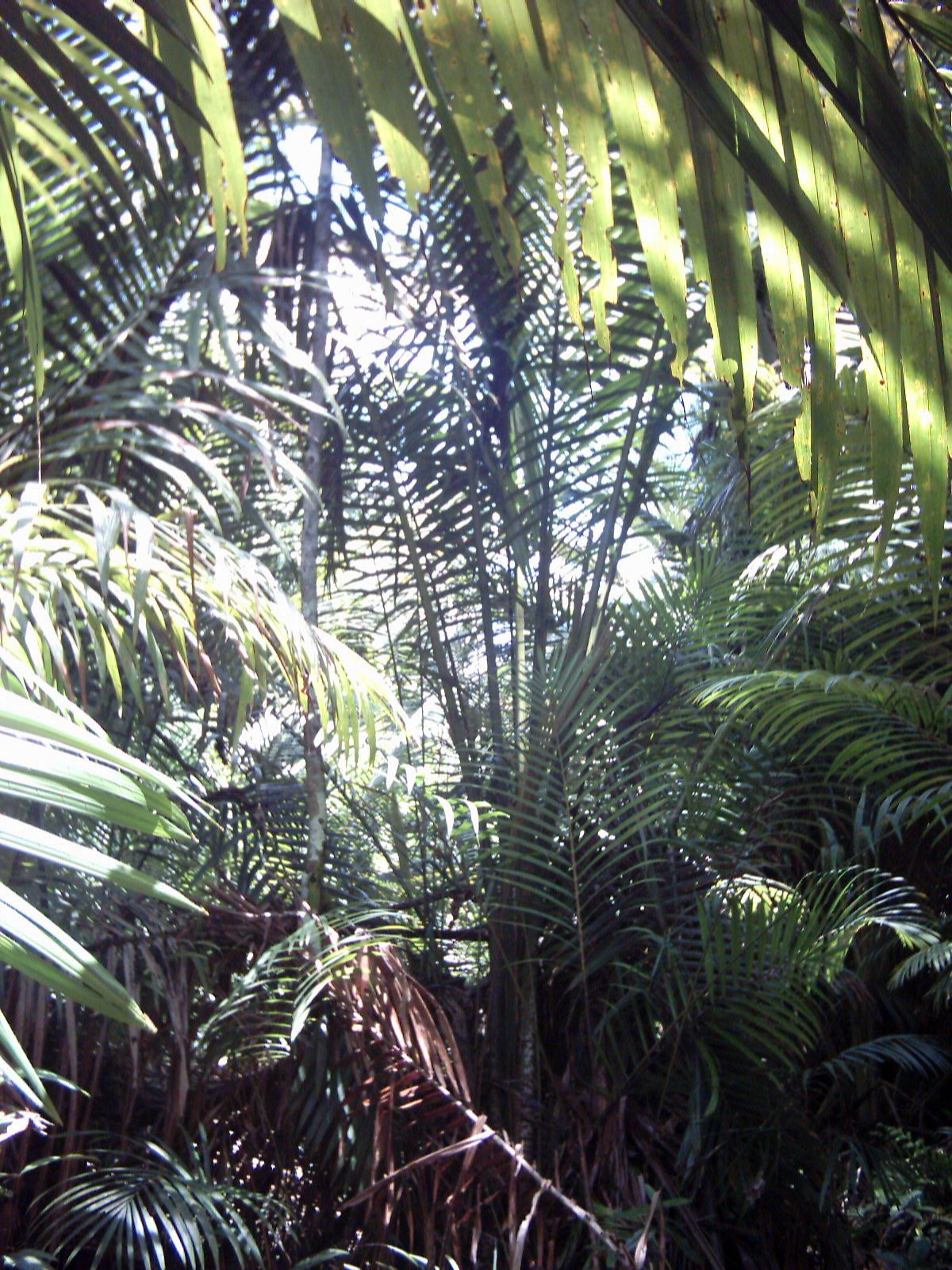
Sagopalm

Namnet har ingenting med saga att göra utan kommer från malajiskans sag, som är namnet på en palm, Metroxylon sagu, ur vars märg man utvinner stärkelse i form av mjöl eller gryn. En palm ger cirka 200 kg sago.
Palmen förekommer på Indonesiens öar och Malackahalvön. Före blomningen och fruktsättningen består den omkring 10 m höga stammen av en hård, endast 5–6 cm tjock ved, som omsluter en relativt tjock, på stärkelse rik märg, varav sago bereds. Under fruktsättningen förbrukas den i märgen avsatta upplagsnäringen alldeles, så att stammen, då frukterna mognat, är endast ett tomt rör och bortdör. En sådan palm lever icke över 15 år.
Sago tillverkas också av märgen från kottepalmen Cycas revoluta (Thunberg). Denna märg kan dock vara giftig och därför måste sago från C. revoluta beredas ungefär som maniok.
I Malaysia och i andra delar av Sydostasien kan man äta en efterrätt på sagogrynspudding som serveras med kokosmjölk och en typ av sockerlag.

## Produktion förr
I handeln förekom förr olika slag av sagoberedningar. Sagomjöl bereddes mest på Moluckerna på det sätt, att stammen huggs i stycken, som klyvs, varefter märgen uttas och söndermals till ett grovt pulver, snarlikt sågspån, vilket utröres med vatten och silas. Ur den silade vätskan avsätter sig sagostärkelsen. Denna renas sedan genom upprepad uppslamning i nytt vatten och ny silning samt torkas slutligen. Det sålunda renade sagomjölet är ett fint, vitt eller något rödlätt pulver, bestående av stärkelsekorn. Sagogryn tillverkas därigenom, att man blandar sagomjöl med vatten till en deg, som antingen torkas och sedan grovt males till gryn eller också, vilket är vanligare, pressas genom ett durkslag över en panna av järnplåt, varunder lindrig eld underhålles. Därigenom att pannan ständigt hålls i skakande rörelse, omformas de genompressade strålarna av sagodegen till rundade gryn, som får ett halvgenomskinande utseende, emedan stärkelsen blivit delvis förklistrad. 
De bruna eller rödaktiga sagogrynen är färgade. Den ostindiska sagon, som ofta kallas pärlsago, framställs till största delen i Singapore.

## Import och ersättning
Sagogrynen infördes tidigt till Sverige. Under perioden 1769–1806 låg införseln på nästan 1,7 ton sagogryn per år. Grynen fraktades i regel i tunnor men användes även som packning i porslinskistor.
Successivt kom dock importen av palmstärkelse helt att ersattas av gryn gjorda av stärkelse från potatis eller maniok (tapioka). Den mesta hos oss förbrukade sagon tillverkas i Europa i flera sorter (vita och rödaktiga) av potatisstärkelse och kallas därför även potatisgryn. Reppe Glykos var den sista svenska tillverkaren av sagogryn.

## Svensk användning
Enligt Svenska Akademiens ordbok är det första belägget på ordet hämtat från Cajsa Wargs kokbok 1755.
I hushållen används grynen bland annat till soppor (särskilt där grynen kokas ihop med kanel, saft, russin och annan torkad frukt), fruktkräm och geléer.